# 飯森山公園

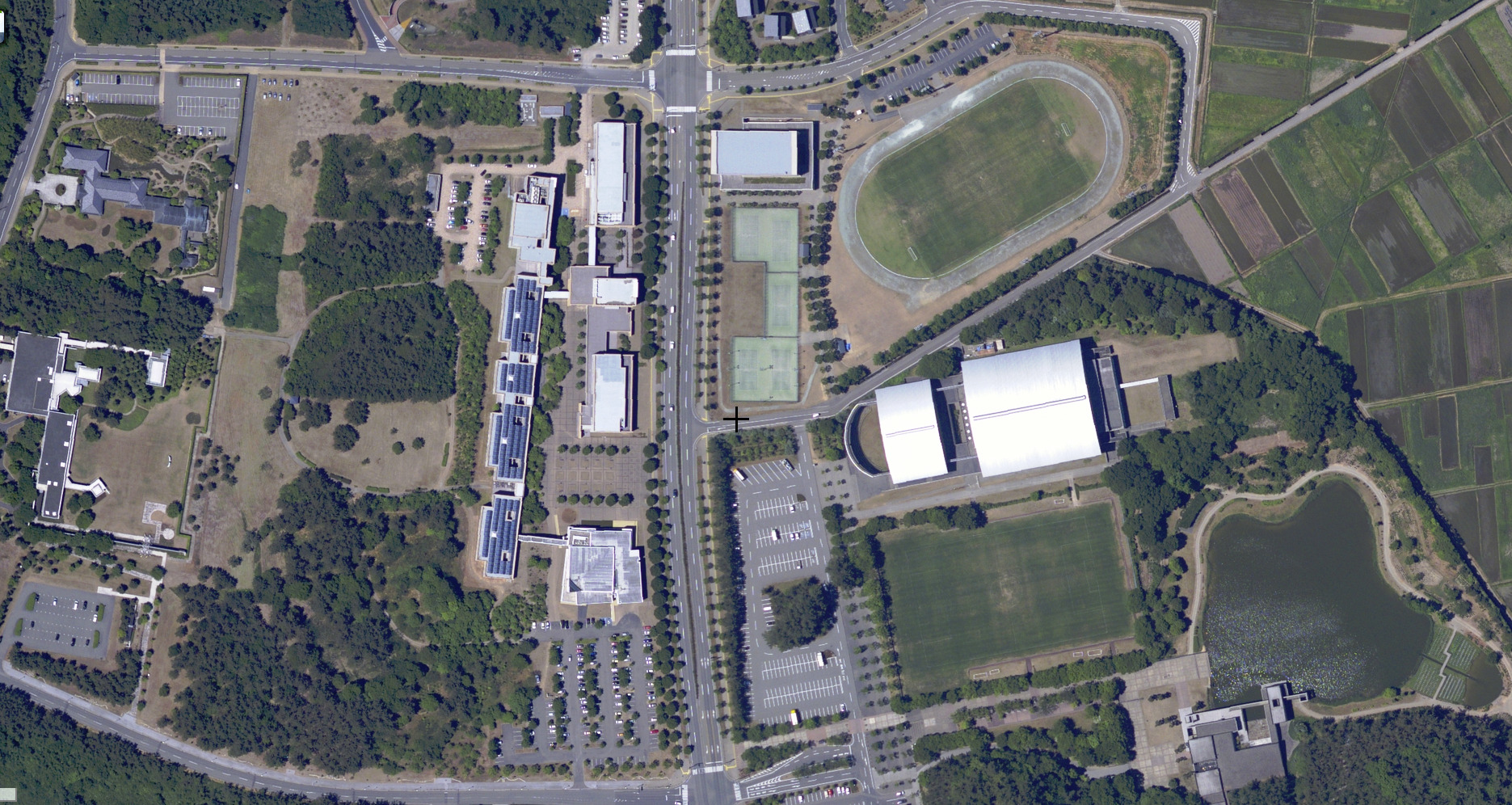
衛星図

飯森山公園（いいもりやまこうえん）は、山形県酒田市にある総合公園。園内には土門拳の写真展示館のほか、運動施設等がある。本項では園内に立地する酒田市国体記念体育館とあじさい園についても記述する。

## 概要
1979年7月、酒田市が定住圏構想を実現するための文化公園（カルチャーパーク）として位置づける面積14.6haの公園整備計画を決定し整備に着手。1988年9月に、面積17.8haの総合公園への計画変更を経て、1995年度に全体の整備が完了している。
土門拳記念館・人工湖・拳湖（白鳥池）を中心とする文化施設ゾーン、山頂・ピクニック広場（冒険広場）を中心とする遊戯施設ゾーン、酒田市国体記念体育館・酒田市飯森山公園多目的グラウンドを中心とする運動施設ゾーンの3つのゾーンから構成される。
2024年10月1日、2027年9月30日までの年間150万円の3年契約で、飯森山公園・飯森山多目的グラウンドの命名権を両施設近くに立地する東北エプソンが取得した。愛称はそれぞれ「東北エプソン飯森山公園」「東北エプソン飯森山グラウンド」になる。

## 酒田市国体記念体育館
1992年に開催のべにばな国体における競技会場として建設される。体育館設計にあたっては公園のもつ景観のスケールを乱さないように高さを可能な限り抑え、スポーツ施設にふさわしい軽快な意匠とした。また近接する土門拳記念館とは全くことなる機能であるため、その建築表現も全く異なる対比的なものとした。
観客席と所用諸室がある下部構造の上に、大小対の張弦梁の連続からなる屋根をのせ、アリーナ空間の全体を覆う大スパン架構の構造形式を採用している。
2024年4月1日、2028年3月までの年間150万円の4年契約で大手石油開発企業INPEXが命名権を取得し、施設名が「INPEX酒田アリーナ」に変更された。
V.LEAGUEプレステージ・インターナショナルアランマーレのホームアリーナとなっている。

## あじさい園

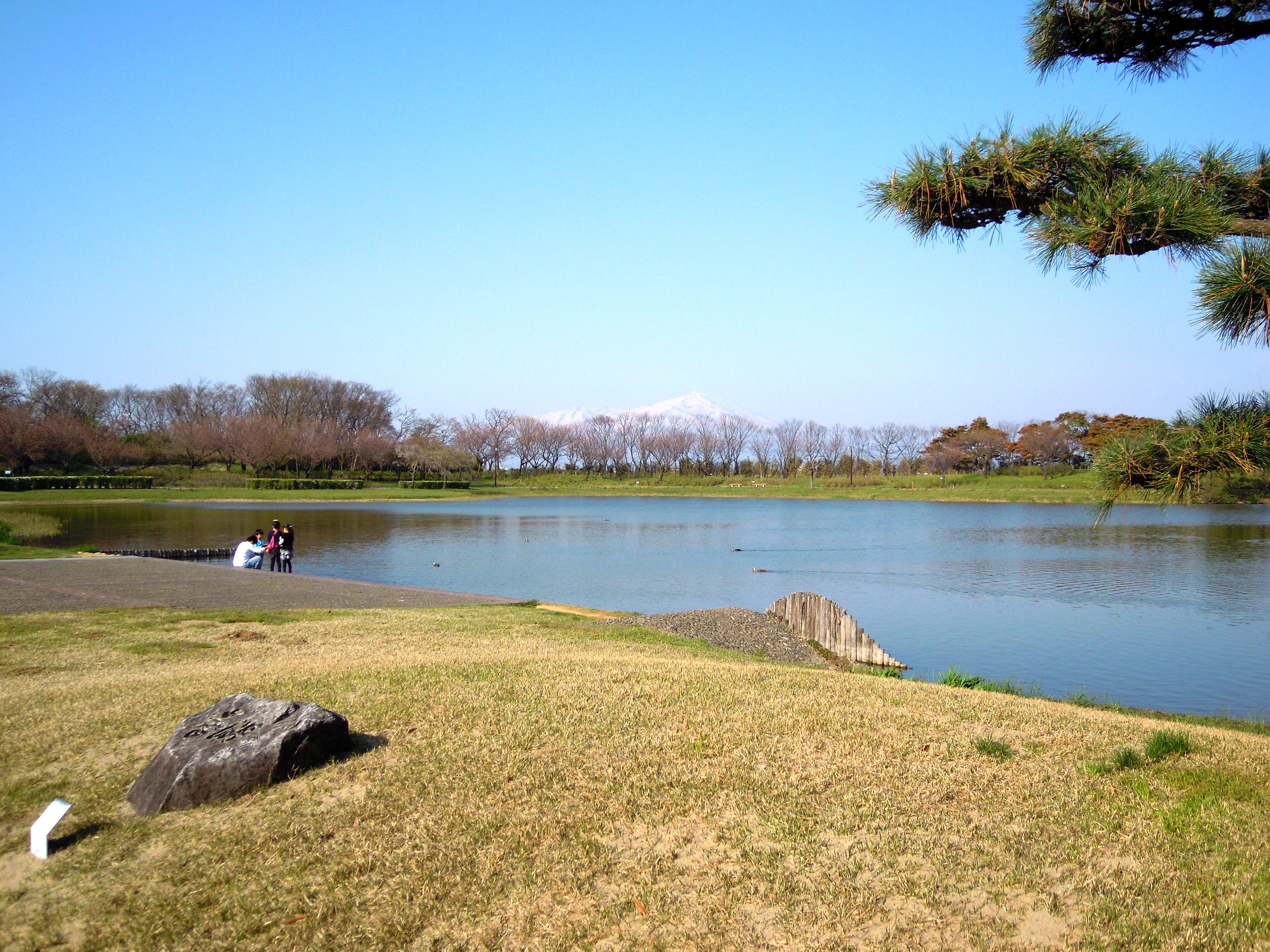
白鳥池。奥に見えるのは鳥海山

「酒田市振興計画」で特色ある緑の公園づくり（花の名所づくり）の一環として整備が進められ、1983年から市民の協力も得つつ、あじさいの植栽を開始。飯森山公園の中心施設である土門拳記念館と白鳥池を囲む形で、広さ約8000平方メートルに122品種1万637株が植えられている。例年6月下旬から「あじさい園」の夜間のライトアップが実施される。

## アクセス
- JR酒田駅から車で15分

## 周辺
- 酒田市美術館
- 出羽遊心館
- 東北公益文科大学
- 南洲神社（荘内南洲会）